# KQ娛樂
KQ娛樂（韓語：케이큐엔터테인먼트）是一間韓國娛樂經紀公司，舊名「Seven Seasons」，2013年於韓國成立，2016年改名為「KQ娛樂」，目前旗下有Block B、ATEEZ、xikers等藝人。

## 歷史
2013年8月19日，公司세븐시즌스 (Seven Seasons)於韓國正式成立。
2013年8月29日，團體Block B與前經紀公司Stardom娛樂合約糾紛達成協定，並與公司簽訂專屬合約。
2016年6月20日，宣布公司將改名為KQ ENTERTAINMENT，並成立2個廠牌部門Seven Seasons與KQ Produce。
2016年7月25日，公司作為存續公司正式完成吸收合併公司KQ ENT，並改名為KQ ENTERTAINMENT。
2018年10月24日，旗下廠牌KQ Produce推出首個男子團體ATEEZ正式出道。
2023年3月30日，旗下廠牌KQ Produce推出第二組男團xikers正式出道。

## 旗下藝人
廠牌Seven Seasons
- Block B
  - 泰欥、朴經

廠牌KQ Produce
KQ Ent.部門
- ATEEZ
- xikers

KQ PD部門
- EDEN (이든)
- Maddox (마독스)

## 合作出版發行公司
韓國
- Stone Music娛樂/Genie音樂 (ATEEZ)
- Kakao娛樂 (xikers)

日本
- 環球音樂

歐美
- KAI Media

## 昔日藝人
- Block B
  - ZICO (2018年11月23日)
  - P.O (2021年9月11日)
  - 宰孝、B-Bomb、U-Kwon (2023年1月4日)
- LUCY (現Haee)
- 許永生
- Babylon (베이빌론)
- HLB
- SCORE

## 外部連結
- 官方网站
- Seven Seasonse官網
- KQ娛樂的Facebook專頁
- KQ娛樂的X（前Twitter）
- KQ娛樂的Instagram帳戶
- YouTube上的KQ娛樂頻道